# Andreja Klepač
Andreja Klepač (Koper, 13 maart 1986) is een tennisspeelster uit Slovenië. Zij begon met tennis toen zij zeven jaar oud was. Haar favoriete ondergrond is gravel of hardcourt. Zij speelt rechtshandig en heeft een tweehandige backhand.

## Loopbaan
In 2004 speelde Klepač haar eerste WTA-toernooi in Boedapest met een wildcard. In het enkelspel bereikte zij eenmaal een WTA-finale, op het toernooi van Boedapest in 2008 – zij verloor daar van Française Alizé Cornet.
In het dubbelspel is Klepač succesvoller dan in het enkelspel. In juli 2013 wist zij voor het eerst een WTA-toernooi te winnen: in Bad Gastein, samen met de Oostenrijkse Sandra Klemenschits. Zij veroverde tot op heden(april 2022) elf WTA-titels en veertien ITF-titels in het dubbelspel.
In het gemengd dubbelspel bereikte zij in 2016 de halve finale, op het Australian Open, samen met de Filipijn Treat Huey.
In de periode 2004–2017 maakte Klepač deel uit van het Sloveense Fed Cup-team – zij behaalde daar een winst/verlies-balans van 14–24.

## Posities op deWTA-ranglijst
Positie per einde seizoen:
| jaar | rang enkelspel | rang dubbelspel |
| ---- | -------------- | --------------- |
| 2004 | 412            | 426             |
| 2005 | 298            | 309             |
| 2006 | 216            | 184             |
| 2007 | 137            | 177             |
| 2008 | 131            | 118             |
| 2009 | 259            | 94              |
| 2010 | 323            | 100             |
| 2011 | 337            | 64              |
| 2012 | 508            | 78              |
| 2013 | 830            | 67              |
| 2014 | 833            | 43              |
| 2015 | –              | 25              |
| 2016 | 1179           | 30              |
| 2017 | –              | 24              |
| 2018 | –              | 18              |
| 2019 | –              | 30              |
| 2020 | –              | 39              |
| 2021 | –              | 19              |

## Resultaten grandslamtoernooien
| Legenda | Legenda                          |
| ------- | -------------------------------- |
| g.t.    | geen toernooi gehouden           |
| l.c.    | lagere categorie                 |
| –       | niet deelgenomen                 |
| G       | uitgeschakeld in de groepsfase   |
| 1R      | uitgeschakeld in de eerste ronde |
| 2R      | uitgeschakeld in de tweede ronde |
| 3R      | uitgeschakeld in de derde ronde  |
| 4R      | uitgeschakeld in de vierde ronde |
| KF      | uitgeschakeld in de kwartfinale  |
| HF      | uitgeschakeld in de halve finale |
| F       | de finale verloren               |
| W       | het toernooi gewonnen            |
| w-v     | winst/verlies-balans             |

### Enkelspel
| toernooi        | 2007 | 2008 |
| --------------- | ---- | ---- |
| Australian Open | 1R   | –    |
| Roland Garros   | –    | –    |
| Wimbledon       | –    | –    |
| US Open         | 1R   | 1R   |

### Vrouwendubbelspel
| toernooi        | 2009 |    | 2011 | 2012 | 2013 | 2014 | 2015 | 2016 | 2017 | 2018 | 2019 | 2020 | 2021 | 2022 |
| --------------- | ---- | -- | ---- | ---- | ---- | ---- | ---- | ---- | ---- | ---- | ---- | ---- | ---- | ---- |
| Australian Open | –    | –  | 3R   | 1R   | 1R   | KF   | 1R   | 3R   | 1R   | KF   | 1R   | 2R   | 1R   |      |
| Roland Garros   | 2R   | –  | 1R   | –    | 2R   | 1R   | 3R   | 3R   | KF   | 3R   | 1R   | KF   |      |      |
| Wimbledon       | –    | 1R | 2R   | –    | 1R   | 1R   | 1R   | 3R   | 3R   | 1R   | g.t. | 1R   |      |      |
| US Open         | –    | 3R | 1R   | 2R   | 1R   | KF   | KF   | KF   | 1R   | 1R   | 2R   | 3R   |      |      |

### Gemengd dubbelspel
| toernooi        | 2012 |    | 2014 | 2015 | 2016 | 2017 | 2018 | 2019 | 2020 | 2021 | 2022 |
| --------------- | ---- | -- | ---- | ---- | ---- | ---- | ---- | ---- | ---- | ---- | ---- |
| Australian Open | –    | –  | 2R   | HF   | 1R   | 1R   | 2R   | 2R   | KF   | 1R   |      |
| Roland Garros   | –    | –  | 2R   | 2R   | KF   | 2R   | 2R   | g.t. | –    |      |      |
| Wimbledon       | 2R   | 2R | 1R   | KF   | 3R   | 2R   | 3R   | g.t. | KF   |      |      |
| US Open         | –    | –  | 1R   | 1R   | 1R   | –    | 1R   | g.t. | 2R   |      |      |

## Palmares
| Legenda                | Legenda                  |
| ---------------------- | ------------------------ |
| Grandslamtoernooi      |                          |
| Olympische Spelen      |                          |
| Year-End Championships |                          |
| tot 2009               | 2009 – 2020 / vanaf 2021 |
| Tier I                 | Premier Mandatory        |
| Tier II                | Premier Five / WTA 1000  |
| Tier III               | Premier / WTA 500        |
| Tier IV & V            | International / WTA 250  |
|                        | Challenger / WTA 125     |

### WTA-finaleplaatsen enkelspel
| nr.              | finale     | toernooi      | ondergrond | tegenstandster | score    |         |
| ---------------- | ---------- | ------------- | ---------- | -------------- | -------- | ------- |
| gewonnen finales |            |               |            |                |          |         |
| geen             |            |               |            |                |          |         |
| verloren finales |            |               |            |                |          |         |
| 1.               | 2008-07-13 | WTA Boedapest | gravel     | Alizé Cornet   | 6-7, 3-6 | details |

### WTA-finaleplaatsen vrouwendubbelspel
| nr.              | finale     | toernooi        | ondergrond    | partner                     | tegenstandsters                            | score            |         |
| ---------------- | ---------- | --------------- | ------------- | --------------------------- | ------------------------------------------ | ---------------- | ------- |
| gewonnen finales |            |                 |               |                             |                                            |                  |         |
| 01.              | 2013-07-21 | WTA Bad Gastein | gravel        | Sandra Klemenschits         | Kristina Barrois Eléni Daniilídou          | 6-1, 6-4         | details |
| 02.              | 2014-07-20 | WTA Båstad      | gravel        | María Teresa Torró Flor     | Jocelyn Rae Anna Smith                     | 6-1, 6-1         | details |
| 03.              | 2014-08-23 | WTA New Haven   | hardcourt     | Sílvia Soler Espinosa       | Marina Erakovic Arantxa Parra Santonja     | 7-5, 4-6, [10-7] | details |
| 04.              | 2015-09-27 | WTA Seoel       | hardcourt     | Lara Arruabarrena Vecino    | Kiki Bertens Johanna Larsson               | 2-6, 6-3, [10-6] | details |
| 05.              | 2017-09-23 | WTA Tokio       | hardcourt     | María José Martínez Sánchez | Darja Gavrilova Darja Kasatkina            | 6-3, 6-2         | details |
| 06.              | 2018-06-24 | WTA Mallorca    | gras          | María José Martínez Sánchez | Lucie Šafářová Barbora Štefková            | 6-1, 3-6, [10-3] | details |
| 07.              | 2019-08-17 | WTA Cincinnati  | hardcourt     | Lucie Hradecká              | Anna-Lena Grönefeld Demi Schuurs           | 6-4, 6-1         | details |
| 08.              | 2019-10-27 | Elite Trophy    | hardcourt (i) | Ljoedmyla Kitsjenok         | Duan Yingying Yang Zhaoxuan                | 6-3, 6-3         | details |
| 09.              | 2021-06-26 | WTA Bad Homburg | gras          | Darija Jurak                | Nadija Kitsjenok Raluca Olaru              | 6-3, 6-1         | details |
| 10.              | 2021-08-08 | WTA San José    | hardcourt     | Darija Jurak                | Gabriela Dabrowski Luisa Stefani           | 6-1, 7-5         | details |
| 11.              | 2022-04-10 | WTA Charleston  | gravel        | Magda Linette               | Lucie Hradecká Sania Mirza                 | 6-2, 4-6, [10-7] | details |
| verloren finales |            |                 |               |                             |                                            |                  |         |
| 01.              | 2007-09-23 | WTA Portorož    | hardcourt     | Jelena Lichovtseva          | Lucie Hradecká Renata Voráčová             | 7-5, 4-6, [7-10] | details |
| 02.              | 2009-04-19 | WTA Barcelona   | gravel        | Sorana Cîrstea              | Nuria Llagostera Vives MJ Martínez Sánchez | 6-3, 2-6, [8-10] | details |
| 03.              | 2014-07-13 | WTA Bad Gastein | gravel        | María Teresa Torró Flor     | Karolína Plíšková Kristýna Plíšková        | 6-4, 3-6, [6-10] | details |
| 04.              | 2014-10-12 | WTA Tianjin     | hardcourt     | Sorana Cîrstea              | Alla Koedrjavtseva Anastasia Rodionova     | 7-6, 2-6, [8-10] | details |
| 05.              | 2015-08-08 | WTA Washington  | hardcourt     | Lara Arruabarrena Vecino    | Belinda Bencic Kristina Mladenovic         | 5-7, 6-7         | details |
| 06.              | 2015-10-18 | WTA Hongkong    | hardcourt     | Lara Arruabarrena Vecino    | Alizé Cornet Jaroslava Sjvedova            | 5-7, 4-6         | details |
| 07.              | 2018-01-06 | WTA Brisbane    | hardcourt     | María José Martínez Sánchez | Kiki Bertens Demi Schuurs                  | 5-7, 2-6         | details |
| 08.              | 2018-02-18 | WTA Doha        | hardcourt     | María José Martínez Sánchez | Gabriela Dabrowski Jeļena Ostapenko        | 3-6, 3-6         | details |
| 09.              | 2018-04-08 | WTA Charleston  | gravel        | María José Martínez Sánchez | Alla Koedrjavtseva Katarina Srebotnik      | 3-6, 3-6         | details |
| 10.              | 2021-05-22 | WTA Parma       | gravel        | Darija Jurak                | Cori Gauff Caty McNally                    | 3-6, 2-6         | details |
| 11.              | 2021-08-15 | WTA Montréal    | hardcourt     | Darija Jurak                | Gabriela Dabrowski Luisa Stefani           | 3-6, 4-6         | details |
| 12.              | 2022-01-09 | WTA Adelaide    | hardcourt     | Darija Jurak                | Ashleigh Barty Storm Sanders               | 1-6, 4-6         | details |